# Femke Bakker
Femke Elisabeth Bakker (Bergen op Zoom, 30 januari 1972) werkte als Nederlandse actrice van 1991-2005. Sinds 2017 werkt ze als universitair docent politicologie aan de Universiteit Leiden. 
Bakker studeerde in 1995 af aan de Academie voor Drama te Eindhoven. In 1993 speelde Bakker haar eerste grote rol in de dramaserie Vrouwenvleugel, waarin ze de rol van Lieke Zandbergen speelde. Ze speelde hierin met ervaren acteurs als Simone Rooskens, Liz Snoijink en Marjolein Keuning. Gastrollen volgden in Pleidooi, Onderweg naar Morgen, Goudkust, Oppassen!!! en SamSam. Begin 1999 kreeg ze de rol van Ellen Andersen in de comedyserie In de praktijk. Ze behaalde in 1998 tevens een diploma aan de Media Academie voor een cursus camera-acteren.
Bakker heeft samen met Dick van den Heuvel de serie Doei! geschreven en speelde hierin tevens de rol van platenbaas Jacqueline Dürlacher. Tussen 2002 en 2003 werkte ze als dialoogschrijver van Goede tijden, slechte tijden. Ook schreef ze columns voor Viva en Esta, en eerder al voor het blad Zeilen.
Sinds 2017 is Bakker werkzaam als universitair docent politicologie bij het Instituut Politieke Wetenschap van Universiteit Leiden. Ze promoveerde in 2018 op het proefschrift 'Hawks and Doves. Democratic Peace Theory Revisited'. In 2023 hield Femke een TEDx talk.
Femke is de oudste kleindochter van voormalig Nederlands viceadmiraal en commandant der Zeemacht Abraham van der Moer (1919-2002), en een achternicht van Nederlandse actrice Ank van der Moer (1912-1983), Nederlandse actrice en schrijfster Marjan Berk en actrice en schrijfster Annemarie Oster.

## Acteerwerk
- Pleidooi (1992)
- Vrouwenvleugel - Lieke Zandbergen (grote bijrol, 1993)
- Hoe & Waarom bij Het Zuidelijk Toneel i.s.m. Plaza Futura onder regie van Ernst Braches (1994)
- Onderweg naar Morgen - Brenda Jongsma (gastrol, 1996)
- Een Roos uit Afrika (tv-film) - Sophia (bijrol, 1996)
- Oppassen!!! - Sandra (gastrol, 1997)
- Sam Sam - Alexandra (gastrol, 1997)
- Goudkust - Angelique de Haas (langdurige gastrol, 1998)
- Het Zal Je Gebeuren - Anneke (hoofdrol, 1998)
- Jefta - bij Het Toneel Speelt onder regie van Hans Croiset (1998-1999)
- Blauw blauw - Bernadette de Veer van Schoonhoven (gastrol, 1999)
- De Aanklacht - Emily (2000)
- In de praktijk - Ellen Andersen (vaste rol, 1999-2000)
- Doei - Jacqueline Dürlacher (vaste rol, 2000-2001)
- Rozengeur & Wodka Lime (2005)
- Burden - Dr Leystra (2023)
- Almanak, Vrouwen Om Van Te Houden - Dr. Leystra (2024)